# Protokolární pořadí

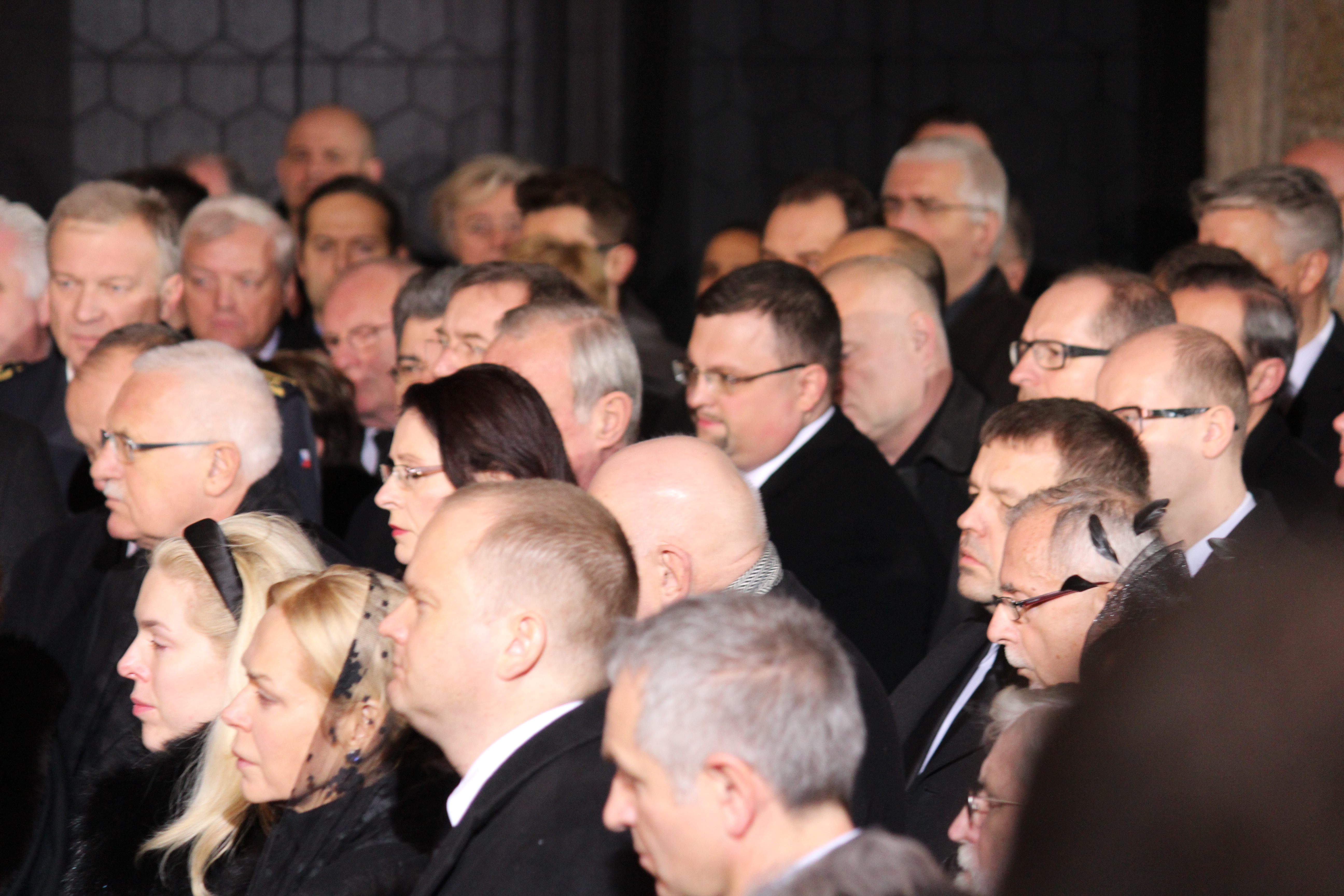
Vrcholní státní činitelé na pohřbu Václava Havla

Protokolární pořadí je hierarchie nominální důležitosti, která může být aplikována na jednotlivce, skupiny nebo organizace. Nejčastěji se používá v kontextu lidí v organizacích a vládách, pro formální a státní příležitosti, zejména diplomatické. Může být také použit v kontextu vyznamenání, medailí a ocenění. Historicky mělo protokolární pořadí širší uplatnění, zejména ve dvorském a šlechtickém životě.
Pozice osoby v pořadí přednosti není nutně známkou funkční důležitosti, ale spíše známkou ceremoniální nebo historické důležitosti; může například diktovat, kde hodnostáři sedí na formálních večeřích.

## V České republice
V České republice pořadí ústavních činitelů vychází z přednosti představitelů volených před představiteli jmenovanými, představitelů s působností celostátní před představiteli regionálními, z tradic první Československé republiky a mezinárodních zvyklostí:
1. prezident republiky
2. předseda Senátu Parlamentu České republiky
3. předseda Poslanecké sněmovny Parlamentu České republiky
4. předseda vlády České republiky
5. předseda Ústavního soudu
6. předseda Nejvyššího soudu, předseda Nejvyššího správního soudu
7. místopředsedové Senátu
8. místopředsedové Poslanecké sněmovny
9. místopředsedové vlády
10. členové vlády
11. diplomatický sbor
12. senátoři
13. poslanci
14. poslanci Evropského parlamentu zvolení v České republice

Protokolární pořadí diplomatického a konzulárního sboru
1. doyen (apoštolský nuncius)
2. mimořádní a zplnomocnění velvyslanci
3. chargé d’affaires en pied
4. chargé d’affaires ad interim
5. generální konzulové
6. konzulové
7. generální honorární konzulové
8. honorární konzulové

## Ve Spojených státech amerických
S platností od února 2022 je prezidentem stanoveno následující pořadí ústavních činitelů:
| Pořadí     | Pořadí | Úřad |
| ---------- | ------ | --- |
| 1          | 1      | Prezident USA                                                                                                 |
| 2          | 2      | Viceprezident USA                                                                                             |
| 3          | 3      | Guvernér státu (pokud se právě nachází ve svém státě)                                                         |
| 4          | 4      | Předseda Sněmovny reprezentantů USA                                                                           |
| 5          | 5      | Předseda Nejvyššího soudu USA                                                                                 |
| 6          | a      | Bývalí prezidenti USA, případně vdovy/vdovci (v pořadí počínaje tím, kdo převzal úřad nejdříve)               |
| 6          | b      | Bývalí viceprezidenti USA, případně vdovy/vdovci (v pořadí počínaje tím, kdo převzal úřad nejdříve)           |
| 7          | a      | Mimořádní a zplnomocnění velvyslanci USA u zahraničních vlád                                                  |
| 7          | b      | Velvyslanci, stálí zástupci nebo zástupci USA v mezinárodních organizací, kteří mají postavení vedoucího mise |
| 7          | c      | Chargé d’Affaires ad interim (po dobu výkonu funkce)                                                          |
| 8          | 8      | Ministr zahraničních věcí USA                                                                                 |
| 9          | a      | Předseda Valného shromáždění OSN (po dobu zasedání)                                                           |
| 9          | b      | Generální tajemník OSN                                                                                        |
| 9          | c      | Předseda Valného shromáždění OSN (mimo dobu zasedání)                                                         |
| 10         | 10     | Mimořádní a zplnomocnění velvyslanci zahraničních vlád v USA                                                  |
| a další... |        | |